# Regra de Naegele
Regra de Naegele é uma forma padronizada de calcular a data provável do parto (DPP) de uma gestante, subtraindo três meses e adicionando sete dias à data da última menstruação (DUM) relatada pela mulher. O resultado é aproximadamente 280 dias (40 semanas) após o último período menstrual. Outro método consiste em adicionar nove meses e 7 dias à data da última menstruação.

## História
A regra de Naegele recebeu este nome por causa de Franz Karl Naegele (1778–1851), o obstetra alemão que a desenvolveu. Naegele nasceu em 17 de julho de 1778, em Düsseldorf, Alemanha. Em 1806, Naegele se tornou professor e diretor da maternidade de Heidelberg. Sua obra Lehrbuch der Geburtshilfe foi publicada pela primeira vez em 1830 para assistentes de parto e reeditada mais 14 vezes.

## Cálculo
Esta regra estima a data provável do parto (DPP) a partir do primeiro dia do último período menstrual da mulher (data da última menstruação - DUM). Deve-se subtrair três meses e adicionar sete dias à DUM, ajustando o ano. O resultado é de aproximadamente 280 dias (40 semanas) após a DUM.
Exemplo:

DUM = 8 de maio de 2009
−3 meses = 8 de fevereiro de 2010
+7 dias = 15 de fevereiro de 2010
A fórmula de Parikh é um cálculo que considera a duração do ciclo menstrual. A regra de Naegele assume um ciclo de duração média de 28 dias, o que não é verdadeiro para todas as mulheres. A DPP é calculada através da fórmula de Parikh pela adição de nove meses à data da última menstruação (DUM) e pela subtração de 21 dias, adicionando-se a duração dos ciclos prévios ao número de dias.

## Acurácia
A data em que o começou o último período menstrual pode não ser a melhor para ser usada como base para o cálculo da data provável do parto, mas permanece popular porque poucas mulheres sabem exatamente em que dia elas ovularam ou em que relação sexual engravidaram.

### Gestação média
A regra de Naegele apresenta 280 dias após o início do último período menstrual como uma estimativa média do início do trabalho de parto espontâneo. Inúmeros estudos foram publicados nos últimos anos confirmando o uso deste número:

Um diagrama de desvio-padrão. Quando aplicado à duração da gestação humana, o centro da curva se encontra em 280 dias (40 semanas) após a DUM. A área em azul escuro mostra os nascimentos entre ±13 dias da DPP.

- 281 dias após a DUM, com um desvio-padrão de 13 dias, foi o resultado encontrado por um estudo populacional de 427.581 nascidos (únicos) na Suécia.[2]
- 281 dias após a DUM para primíparas (primeira gestação) e 280 dias para todas as outras foram as medianas encontradas por um estudo americano de 1995 que analisou 1.970 nascimentos espontâneos. O desvio-padrão foi de 7–9 dias.[3][4]
- 282 dias após a DUM foi recomendado para em que a DUM é o único fator conhecido, em um estudo de 17.450 pacientes combinando a DUM e as técnicas de medida pela ultrassonografia.[5]
- Uma mediana de 288 dias (274 dias a partir da data da ovulação) para primíparas e 283 dias (269 dias a partir da data da ovulação) para mães com, pelo menos, uma gestação prévia foi encontrado por um estudo de 1990 com 114 gestantes brancas, pacientes do sistema privado de saúde com partos espontâneos sem complicações. O autor sugere que a exclusão de gestações envolvendo complicações (que frequentemente levam a partos pré-termo) contribuiu para os períodos mais longos encontrados.[6]

Uma vez que a duração destas gestações é apenas uma estimativa média, é útil considerar o tempo da gestação como uma faixa de datas ao invés de uma simples "data provável". A mediana encontrada pela regra de Naegele apenas informa o dia em que metade de todos os nascimentos ocorre antes e a outra metade ocorre depois. Os nascimentos raramente ocorrem exatamente na data provável, mas eles estão agrupados "ao redor" desta data.

### Confirmação da data gestacional pela ultrassonografia
Desde a década de 1970, o exame de ultrassonografia tem permitido a medida direta do tamanho dos embriões em desenvolvimento e, portanto, permitem a estimativa da idade gestacional. O estabelecimento da data a partir da ultrassonografia é mais acurado se realizado no primeiro trimestre (primeiras 12 semanas de gestação) com uma margem de erro de 6 dias em 95%. Os exames realizados no segundo trimestre têm uma margem de erro de 8 dias e aqueles realizados no terceiro trimestre apresentam uma margem de erro de duas semanas.